# Теута
Теута (231. п. н. е. - 228. п. н. е.) је била илирска краљица из 3. века п. н. е. која је владала после смрти свог супруга једног од најзначајнијих илирских краљева Агрона, а уместо малолетног сина (пасторка) Пинеса. Није успела да настави снажну Агронову владавину. Помагала је и штитила илирске гусаре по Јадранском и Јонском мору, што је доводи у сукоб са Римом. Временом су илирске старешине почеле да јој отказују послушност и подривају јој власт. Ипак, њена флота, под командом Деметрија Хваранина, креће 229. године п. н. е. у поход на Епидамнос (Драч) Аполонију и острво Коркиру (Крф). 

## Повлачење у утврђени Ризон
После неколико изгубљених битака, Теута се пред Римљанима повукла у јаку тврђаву Ризон (данашњи Рисан) у Ризонском заливу (данас Бококоторски залив). Пораз појачава нетрпељивост илирских старешина према краљици. Сукоб са Римском републиком окончан је поразом Илира. Теута склапа мир под веома неповољним условима. Морала се обавезати на плаћање ратне одштете и данка. Илирска држава је том приликом изгубила део својих територија: Рим постаје господар већег дела илирских земаља. Под Теутином влашћу остаје узани појас од Дубровника до ушћа Дрима. Хваром са околним острвима и копном завладао је као римски вазал Деметрије Хваранин, некадашњи Теутин војсковођа.